# 上古卷轴III：晨风
《上古卷轴III：晨风》（又译作、，中国大陆官方译为，台湾官方译为，英文缩写）是一款奇幻类开放世界型动作角色扮演游戏。它由贝塞斯达游戏工作室开发、贝塞斯达软件和育碧公司于2002年联合发行，是上古卷轴系列的第三代作品。
游戏《晨风》本篇的故事发生在晨风省（Morrowind）的瓦登费尔岛（Vvardenfell）上。主要描述在黎明与黄昏魔神阿祖拉的召唤下，丹莫部落统谏使尼瑞瓦因（Nerevarine）挫败伪神达格斯·乌尔（Dagoth Ur）利用洛可汗之心（heart of Lorkhan）制造机械邪神阿古拉可汗（Akulakhan）企图消灭审判席（Tribunal）征服整个泰姆瑞尔大陆的故事。在故事中尼瑞瓦因可以成为帝国唯一的龙骑士（Knight of the Imperial Dragon）。帝国龙骑士是帝国在这个大陆上的最高代言人同时合法拥有终极之剑和顶级铠甲，以绝对的实力纵横整个瓦登费尔大陆 。而游戏资料片《审判席》故事发生在晨风省的首都悲伤之城（Mournhold），统谏使尼瑞瓦因觉醒了神力，并挫败了审判席三神之一的阿瑪莱西亚（Almalexia）的阴谋，宣告了审判席（Tribunal）在晨风的神权统治彻底终结。
《晨风》继承了上古卷轴系列高自由度，开放剧情的设计方式。虽然也受到批评，但批评之声被赞叹游戏世界的庞大丰富和游戏本身的可扩充性所冲淡。作品受到广泛好评，总共销售出400万套正版。游戏前后赢得了包括年度游戏在内的超过60项大奖。《晨风》从Metacritic和Game Rankings得到了89分平均分。游戏有两个资料片，仅发布于windows平台：《上古卷轴III：审判席》和《上古卷轴III：血月》。最后这三个版本被整合到一起，命名为《晨风：年度版》，于2003年10月30日发布。在中国大陆地区，《晨风》由天人互动代理發行于2002年8月8日。2003年12月19日推出的汉化版因汉化品質低劣而受到非议。

## 游戏内容
和前作一样，《晨风》保持了上古卷轴系列的第一人称视角风格。玩家控制一位角色，游戏过程中还会有NPC临时加入玩家队伍

### 角色创建
《晨风》将角色的创建过程描述为一位无名的被关押的囚犯被逐步释放，身份逐渐被确认的过程。此过程中，玩家需要做出一系列选择。包括角色姓名，性别，种族，星座等。这些选择决定了角色的初始能力，技能。最后，玩家还要回答一系列与个人道德有关的问题来确定角色的类别。

### 技能系统
角色技能的熟练程度可以随不断使用该技能或接受训练而得到提高。接受训练是玩家向NPC支付一定的费用，使技能立即得到提升。但装甲和武器技能必须在战斗中提升，武器技能（如长剑、短剑、斧等）影响角色的对敌方造成伤害的能力；装甲技能（如重型装甲、轻型装甲等）影响装甲的强度。
《晨风》与《匕首雨》一样，将技能和属性严格区分开。技能是一个个相对独立的魔法系列，装甲系列，而属性是角色本身性质的描述，如“力量”“耐久”，属性不与任何技能关联。只随角色升级而增强。玩家每次升级，都可以从技能列表中选择10项来升级，同时升级3种属性

### 战斗系统
简单的攻击由鼠标左键完成，稍微复杂一点的砍剁由同时按下鼠标键和方向键完成。游戏还提供一个“总是使用最佳攻击方式”设置来使玩家可以更加專注于战斗本身。游戏的原始版本不会显示战斗对象的健康值和他对角色造成的伤害值。一些玩家认为应该增加更多的战斗信息反馈。而许多该游戏的MOD则支持这种显示。Bethesda最后还是在一个月之后游戏的补丁包1.1.0605版本中增加了敌方生命值显示。

### 自由度设定
《晨风》的诸多设定都直接继承了前代上古卷轴系列，向玩家提供一个完全自由的，没有限制的游戏世界。玩家可以在游戏中漫游、偷窃、询问NPC、探索，没有被强制要求跟随主线任务。于是出现了玩家可以在15分钟内完成游戏的极端情况。首席设计师Ken Rolston回答什么使上古卷轴系列区别于其他游戏的“核心设计元素”即是“自由体验”。在Rolston的设计理念中，游戏剧情只是将玩家引入一场错综复杂的纷争，一个由许多小集团混战的世界。而不是限制玩家去体验游戏的其他部分。他说：“每代上古卷轴都让玩家创造一个属于自己的独特的角色，做自己想做的事。我们从来没有强迫玩家依从某种固定的路线，创造一个固定的角色。”
遵照这种设计思路，《晨风》提供了十分庞大的任务体系，包括主线任务和各个工会的支线任务，还有许多在探索世界过程中接触到的小任务。单是主线任务，就是许多分支。七个主要任务必须按顺序完成，而主线任务的其他组成部分则没有时间顺序要求。玩家在执行任务中的不同选择，导致角色的不同性格。
对于游戏的主线任务，游戏的开发者Ken Rolston也承认他们缺乏“叙述性”，许多评论者对此不满意。Ken Rolston后来申明，游戏的叙述性会在后作《上古卷轴IV：湮没》中得到改善。

## 设定
《晨风》的故事发生在瓦登费尔（Vvardenfell）岛上，小岛位于晨风省。随着图形品質的提升，《晨风》与前代作品的最大不同就在与它不再向玩家呈现整个游戏大陆，而只是呈现与故事情节相关的那部分游戏世界。而实际上，《竞技场》呈现了整块泰姆瑞尔大陆（Tamriel），《匕首雨》也呈现了两个省：落锤省（Hammerfell）和高岩省（High Rock）產生這個變化，主要是為了给遊戲世界增加更多的细節，前作的地下迷宫部分都是随机产生，而《晨风》中的世界都是人工设计的。因此，众多评论者对《晨风》的世界细节大为称赞。游戏的两个资料片增加了一些新地图，《审判席》中的悲伤之城（Mournhold）和《血月》中的索瑟姆岛（Solstheim）。
《晨风》的设计者并不是简单的制造欧洲中世纪风格的游戏世纪，而是融合了埃及，日本以及中东文化元素。主要受中东文化影响的地区有巴尔莫拉（Balmora）的哈拉鲁家族（Hlaalu）建筑。
游戏中有超过300本书（不包括卷轴），加起来有1241页之多。PC Gamer说这些书抵得上6本长篇小说。许多书都讲述一个与游戏背景和历史有关的故事。评论家Phillip Scuderi特别强调了《晨风》在文学上的成就，他说这些书籍加强了游戏的文学性，与整个游戏系列融为一体，使它可以和《异域镇魂曲》媲美。

## 评论
| 颁奖组织              | 得分                  | 评价                                              |
| --------------------- | --------------------- | ------------------------------------------------- |
| Computer Gaming World | 4.5/5                 |                                                   |
| Edge                  | 6/10                  |                                                   |
| IGN                   | 9.4/10                | 编辑推荐 2002年最佳PC RPG 2002年RPG Vault最佳游戏 |
| Game Informer         | 9.0/10                |                                                   |
| GamePro               | 5/5                   | 编辑推荐                                          |
| GameSpot              | 8.7/10.               |                                                   |
| GameSpy               | 89/100                | 2002年最佳PC RPG                                  |
| PC Gamer              | 90/100                | 编辑推荐                                          |
| 综合评价              |                       |                                                   |
| Game Rankings         | 89/100 (基于60个评价) | 89/100 (基于60个评价)                             |
| Metacritic            | 89/100 (基于29个评价) | 89/100 (基于29个评价)                             |

《晨风》赢得了玩家的广泛好评，在Metacritic和Game Rankings都得到了89分的评分。游戏的广阔活动范围，丰富的视觉效果以及自由度都得到了肯定。然而一些评论者就游戏的剧情问题提出批评意见。IGN指出：《晨风》并不是一个完美的游戏，它的表现与过高的硬件要求不相称。
游戏的环境部分由于具有广大的范围和详尽的细节而获得称赞，尤其是实时的天气变化，日夜循环，以及丰富的植物和动物。Xbox Nation认为“大活动范围”是游戏的最大卖点，也指出由此带来了盲目漫游，增加寻找目标的复杂度等问题。《晨风》世界环境的表现与《匕首雨》的简陋环境形成鲜明的对比，GameSpot认为“简简单单的探索晨风世界也是很好的”。
技能系统也被广泛称誉，而IGN指出，游戏的说明书关于技能部分的描述很不清楚，但是游戏中的职业很平衡。而PC Gamer的评价刚好相反，认为游戏的职业不够平衡。Computer Gaming World认为游戏中的单手武器加盾牌，以及双手武器的设计有些多余，但还是表扬了由技能系统带来的战斗自由度。GameSpy甚至赞扬说：“游戏的独特设计使他突出与其他同类游戏，即使是建立在D&D规则上的游戏，如《博得之门》在它面前也显得低级。”《晨风》的战斗系统由于设计过于简陋，而且容易使玩家产生厌倦之感，而得到了不少批评，GameSpot将其定为游戏的弱点之一。GameSpy的主要批评意见也集中于此。
《晨风》的日志系统被业界一致批评，游戏的日志系统随着游戏的进程，自动记录与NPC的重要谈话，剧情信息等。其中，IGN和GamePro只是肯定了日志系统的界面设计。其余各方评论员均把矛头指向日志系统的组织混乱，"hundreds of pages long",任务和剧情故事混写，不易查找。Computer Gaming World将他列为游戏的两大弱点之一。
作为Bethesda首个在Xbox平台发布的游戏，《晨风》的XBox版本也获得了广泛好评。然而不能使用MOD招致一些玩家的不满。XBox版本的销售业绩不错，当年一直停留在销售排行榜前10名中。然而XBox版本却没有赢得任何一项年度奖项。

### 获奖情况
《晨风》赢得了GameSpy的“年度PC RPG奖”，而在玩家喜爱度投票中，低于《无冬之夜》34.9%的支持率，以24%的支持率名列第二。游戏也获得了IGN的“RPG Vault年度最佳游戏奖”以及IGN网友评选的最佳剧情。除了音乐，《晨风》还在2003年互动成就奖的「年度电脑角色扮演游戏」类别中获得了提名，然而败给了《无冬之夜》。2003年9月，《晨风》由于漏洞问题和游戏性，在GameSpy的25个最过誉游戏评价榜上名列第21位。

## 编辑器
Bethesda Softworks将《晨风》设计为一个可自由修改的游戏，并推出专用编辑器作为辅助。上古卷轴开发套件即是其中之一，他允许玩家创建生物体，并按照自己的意愿制定生物体的种族，星座，能力，技能等。
《晨风》因插件和MOD众多而出名，这得益于游戏中的一切都被设计为可修改的。这些外加部分可以修改生物体，武器，装甲，任务，对话，商店等。甚至可以扩展城市范围，增加剧情。也有一些插件用于改善游戏画质，如修改3D模型，光照，贴图等。官方也推出过一些MOD，如：“Siege at Firemoth”，可以从官方网站上下载。

## 中文化
《晨风》上市后不久，天人互动便从Bethesda Softworks买下了中國大陆的发行权，随后开始组织人手翻译。然而他们使用机器翻译完成游戏汉化翻译。游戏发行之后，玩家立刻发现天人互动的“翻译”中英文夹杂，水平低劣。游戏开始时的一处对话“What's your name”（你的名字是什么）被翻译为“什么's 你的 name”，而这招致了玩家的集体不满。
有传言称天人互动将“上古卷轴”这一标题也翻错成“老头滚动条”（由英文名称按单词逐字翻译），这种说法无法被证实，这个错误可能只是出自网络论坛上玩家自制的某个非官方的汉化包。不管怎样，“老头滚动条”（亦简称“老滚”）一词从此广为流传，成为中国玩家对《上古卷轴》系列名称的戏谑性的常见称呼。
在此之后，一些民间汉化组织如游侠网、3DM等组织人手在天人互动版本的基础上继续翻译，但由于游戏文字部分过于庞大，一直进展缓慢。直至2023年底，由驮鼠汉化完成游戏内容100%汉化翻译，并发布steam简体中文版的安装教程，游戏迎来了真正的完美中文版。